# Artur Siódmiak
Artur Siódmiak (* 7. Oktober 1975 in Wągrowiec, Polen) ist ein ehemaliger polnischer Handballspieler. Er ist 1,92 m groß.
Siódmiak, der bis Sommer 2012 für den TuS Nettelstedt-Lübbecke (Rückennummer 9) spielte und für die polnische Nationalmannschaft (Rückennummer 9) auflief, wurde als Kreisläufer eingesetzt.
Artur Siódmiak begann in seiner Heimatstadt bei Nielba Wągrowiec mit dem Handballspiel. 1996 wechselte er zu Wybrzeże Gdańsk, wo er 2000 und 2001 die polnische Meisterschaft gewann. Nach sieben Jahren bei den Ostseestädtern ging er 2003 erstmals ins Ausland, nach Luxemburg zum HC Bascharage. Nach nur einem Jahr dort zog er weiter nach Frankreich zu Saint-Raphaël, bevor er 2005 in der Schweiz bei Pfadi Winterthur landete. 2006 wechselte er zu den Ligakonkurrenten Kadetten Schaffhausen, wo er 2007 Meisterschaft, Pokal und Ligapokal gewann. Ende 2007 wechselte er zum TuS N-Lübbecke in die deutsche Handball-Bundesliga. Den Abstieg der Ostwestfalen in der Saison 2007/2008 konnte er jedoch nicht verhindern. Ein Jahr später kehrte er mit dem TuS in die Bundesliga zurück. Nach der Saison 2011/12 verließ er Nettelstedt.
Artur Siódmiak hat über 75 Länderspiele für die polnische Männer-Handballnationalmannschaft bestritten. Bei der Weltmeisterschaft 2007 stieß er mit Polen sensationell bis ins Finale vor, wo er allerdings dem deutschen Team unterlag.